# 拉韦勒
拉韦勒（法語：Ravel，法語發音：[ʁavɛl]）是法国多姆山省的一个市镇，属于克莱蒙费朗区。

## 地理
拉韦勒（45°46'42"N, 3°23'44"E）面积10.03 平方千米，位于法国奥弗涅-罗讷-阿尔卑斯大区多姆山省，该省份为法国中南部省份，北起阿列省接壤，东临卢瓦尔省，南至上盧瓦爾省和康塔爾省，西接科雷兹省和克勒兹省。
与拉韦勒接壤的市镇（或旧市镇、城区）包括：博尔莱唐、格莱讷-蒙泰居、勒祖、穆瓦萨。

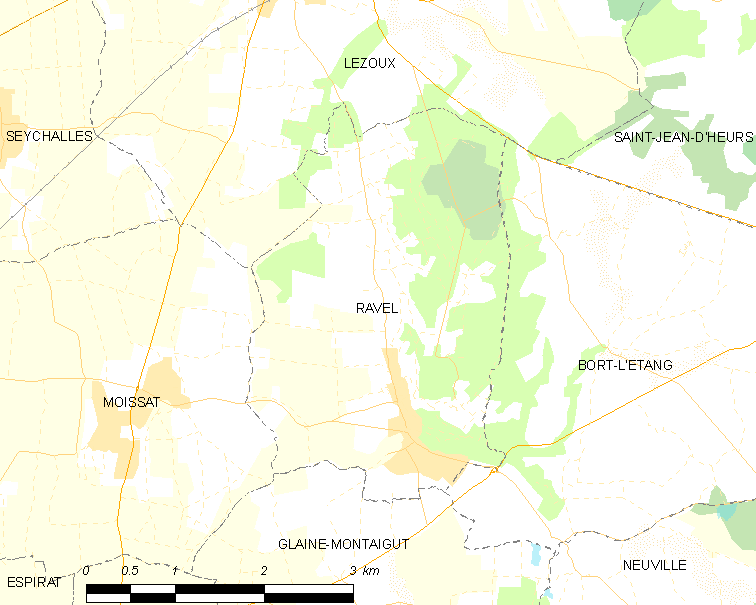
拉韦勒的OSM定位图

拉韦勒的时区为UTC+01:00、UTC+02:00（夏令时）。

## 行政
拉韦勒的邮政编码为63190，INSEE市镇编码为63296。

## 政治
拉韦勒所属的省级选区为勒祖县。

## 人口

1962-2008年间拉韦勒人口变化图示

拉韦勒于2022年1月1日时的人口数量为767人。